# Hyposerica cruciata
Hyposerica cruciata är en skalbaggsart som beskrevs av Hermann Burmeister 1855. Hyposerica cruciata ingår i släktet Hyposerica och familjen Melolonthidae.
Artens utbredningsområde är Madagaskar. Inga underarter finns listade i Catalogue of Life.